# Fat Cat Big Band
Die Fat Cat Big Band ist eine elfköpfige amerikanische Bigband, die seit 2001 besteht und u. a. regelmäßig im New Yorker Jazzclub Fat Cat auftritt.

## Hintergrund
Der Gitarrist Jade Synstelien, der 2001 nach New York zog, gründete das Staring Into the Sun Orchestra, das sich 2006 nach dem Club nannte, in dem es am meisten auftrat. Synstelie holte Musiker, die häufig auch in anderen verwandten Großformationen spielten, in der Mingus Big Band, im Vanguard Jazz Orchestra in der Roy Hargrove Big Band, in der Dizzy Gillespie All Star Big Band und im Jazz at Lincoln Center Orchestra.
Die Formation tritt regelmäßig an Sonntagen im Club Fat Cat auf und gibt daneben Gastspiele in Clubs wie der Zinc Bar und dem Smalls. Geleitet wird sie von Synstelie, dessen Kompositionen und Arrangements die Band auch spielt. 2008 entstanden drei Alben, die auf dem Label des Jazzclubs Smalls erschienen.
2018 trat das Orchester mit einem Programm von Kompositionen Billy Strayhorns, Duke Ellingtons und Count Basies sowie Adaptionen von Johann Sebastian Bach und eigenen Werken Synsteliens auf.
Die amerikanische Bigband ist nicht mit der gleichnamigen FatCat-Bigband der Dürener Musikschule zu verwechseln.

## Diskographische Hinweise
- Meditations on the War for Whose Great God is the Most High/You are God (Smalls, 2008), mit Tatum Greenblatt, Brandon Lee, Jonathan Voltzok, Max Seigel (b-tb), Sharel Cassity, Stacy Dillard, Geoff Vidal, Jack Glottman, Jade Synstelien (g,vcl), Ben Meigners, Phil Stewart[4]
- Angels Praying for Freedom (Smalls, 2008) dto.
- Face (Smalls, 2008), mit Tatum Greenblatt, Brandon Lee, Jonathan Voltzok, Max Seigel, Sharel Cassity, Stacy Dillard, Geoff Vidal, Jack Glottman, Jade Synstelien, Ben Meigners, Phil Stewart

## Besetzung (2018)
- Leader, Gitarre: Jade Synstelien (Gitarre)
- Trompeten: Dan Blankinship, Brandon Lee
- Posaunen: Max Siegel, James Burton III
- Saxophone: Jon Beshay, Caleb Curtis, Stacy Dillard,
- Piano: Jack Glottman
- Bass: Alexi David
- Schlagzeug: Phil Stewart[3]